# El camino de los ingleses
El camino de los ingleses es una novela escrita por Antonio Soler y galardonada en 2004 con el Premio Nadal.
En 2006, Antonio Banderas realizó una adaptación cinematográfica homónima, contando para ello con el autor de la novela.

## Argumento
Ambientada en Málaga en 1978, cuenta la historia de un grupo de personajes que vive con aprensión la transición hacia la vida adulta. Su único refugio son los amigos; estando en grupo las reglas están aisladas del mundo exterior y los personajes zozobran entre la madurez y la inocencia, mientras sueñan con un quimérico porvenir.
Los adultos con los que conviven también se hallan dentro de esa atmósfera de cambio, la novela muestra uno de esos puntos de la vida aparentemente intrascendentes pero que desde ellos la vida sigue un rumbo totalmente distinto.

## Crítica
Estamos ante una novela de tono proustiano, reconstruye hechos pretéritos decisivos para el narrador, confirmando el conocido sentir azoriano: vivir es ver volver. La obra de Soler son buenas pequeñas historias que abarcan hechos pretéritos, de un momento vital decisivo desde la perspectiva del futuro de los protagonistas; es decir, están sujetos a un sentido y juicios definitivos.